# Лють (фільм, 1997)
Лють (англ. The Rage) — американський бойовик 1997 року.

## Сюжет
Очолювана психопатом Дейсі банда, що складається з смертельно небезпечних і прекрасно навчених бійців елітного спецзагону, здійснює серію жорстоких вбивств. Безжальні солдати не тільки розправляються з молодими дівчатами, а й будують плани знищення всіх вищих політичних і військових чинів держави, вважаючи, що тільки так можна помститися за свою сьогоднішню непотрібність. Два агенти секретних служб — Нік Тревіс і чарівна Келлі МакКорд отримують завдання знешкодити вбивць.

## У ролях
- Лоренцо Ламас — Нік Тревіс
- Крістен Клоук — Келлі МакКорд
- Гері Б'юзі — Арт Дейсі
- Брендон Сміт — шериф Добсон
- Тіані Ворден — Сінді
- Делл Йонт — Боббі Джо
- Девід Керрадайн — Лукас МакДермотт
- Рой Шайдер — Джон Таггарт
- Девід Дженсен — агент Грін